# База за международна транспортна дейност
Базата за международна транспортна дейност е военно формирование, част от Войските на Министерството на транспорта.

## История
Създадена е със заповед №0220 от 23 ноември 1995 г. на началника на Войските на Министерството на транспорта с мирновременен щат №223, който влиза в сила от 20 януари 1996 г. Военнопощенският номер на базата е 58850. Поделението е пряко подчинено на Главното управление на Войските на Министерството на транспорта Дейността на базата се отнася до извършване на транспортна дейност в международен план. На 13 февруари 1998 г. със заповед №053 на началник на Войските на Министерството на транспорта базата е разформирована и девоенизирана.